# 라브르 코르닐로프
라브르 게오르기예비치 코르닐로프(러시아어: Лавр Георгиевич Корнилов, 1870년 8월 30일 ~ 1918년 4월 13일)는 러시아 제국의 장군이자 백군 지도자다.
시베리아의 코사크 출생으로 1904년 ~ 1905년 러일 전쟁에서 대위로 활약해 명성을 얻었고 1906년 ~ 1911년 중국 주재무관을 거쳐 군단장에 이르렀다.
1915년 군단장으로 제1차 세계 대전에 참전해 동부 전선에서 싸웠으나 갈라치아 전투에서 대패해 포로가 되었다. 하지만 1917년 1월 포로 수용소를 탈출해 3월 알렉세이 브루실로프 육군 참모총장의 후임으로 임명되었다.
1917년 8월 러시아 혁명 정권을 뒤엎기 위해 쿠데타를 일으켰으나 실패하고 감옥에 갇혔지만 몇 주 후 탈출했다. 볼셰비키가 정권을 잡자 돈강 지역으로 가 미하일 알렉세예프와 합류해 정치부장이자 백군 육군 사령관이 되었다.
1918년 러시아 내전이 시작되자 남부 러시아에서 백군을 지휘하다가 4월 13일 예카테리노다르에서 적군이 발사한 포탄이 그의 농가 사령부에 떨어져 전사했다.
사후 인근 마을에 묻혔으나 며칠 후 적군에 의해 시체가 발견돼 쓰레기 더미에 던져졌다.
미하일 숄로호프의 소설 《조용한 돈강》의 등장인물로 출연한다.